# The Who 1977–78 performances
The Who 1977–78 performances fue una gira de conciertos por parte de la banda británica The Who entre los años 1977 y 1978.

## Miembros de la banda
- Roger Daltrey - voz, armónica
- Pete Townshend - guitarra, voz
- John Entwistle - bajo, voz
- Keith Moon - batería, voz

## Lista de canciones interpretadas
1. "I Can't Explain"
2. "Substitute"
3. "Baba O'Riley"
4. "My Wife" (John Entwistle)
5. "Behind Blue Eyes"
6. "Dreaming from the Waist"
7. "Pinball Wizard"
8. "I'm Free"
9. "Tommy's Holiday Camp" (Keith Moon)
10. "Summertime Blues" (Eddie Cochran, Jerry Capehart)
11. "Shakin' All Over" (Johnny Kidd)
12. "My Generation"
13. "Join Together" (loose version)
14. "Who Are You" (loose version)
15. "Won't Get Fooled Again"

1. "Baba O'Riley"
2. "My Wife" (John Entwistle)
3. "Won't Get Fooled Again"
4. "Substitute"
5. "I Can't Explain"
6. "Magic Bus"
7. "Summertime Blues" (Eddie Cochran, Jerry Capehart)
8. "My Generation"
9. "My Wife" (John Entwistle)
10. "Won't Get Fooled Again"

## Fechas de las presentaciones
| Fecha                   | Ciudad  | País       | Lugar                |
| ----------------------- | ------- | ---------- | -------------------- |
| 15 de diciembre de 1977 | Kilburn | Inglaterra | Gaumont State Cinema |
| 25 de mayo de 1978      | Londres | Inglaterra | Shepperton Studios   |